# Bolotettix validispinus
Bolotettix validispinus är en insektsart som beskrevs av Hancock, J.L. 1907. Bolotettix validispinus ingår i släktet Bolotettix och familjen torngräshoppor. Inga underarter finns listade i Catalogue of Life.